# Shadows of the Past (film 1914)
Shadows of the Past è un cortometraggio muto del 1914 diretto da Ralph Ince.

## Produzione
Il film fu prodotto dalla Vitagraph Company of America come Broadway Star.

## Distribuzione
Registrato per il copyright con il titolo The Shadow of the Past e distribuito dalla General Film Company, il film uscì nelle sale cinematografiche statunitensi il 15 giugno 1914 in una versione in tre rulli di una trentina di minuti. In seguito, ne venne fatta una riedizione ampliata di 1.500 metri (cinque rulli) che fu distribuita il 26 luglio 1919 dalla Vitagraph Company of America.